# Euseboides gorodinskii
Euseboides gorodinskii là một loài bọ cánh cứng trong họ Cerambycidae.